# Myrmecodesmus minuscula
Myrmecodesmus minuscula är en mångfotingart som först beskrevs av Sergei I. Golovatch 1996.  Myrmecodesmus minuscula ingår i släktet Myrmecodesmus och familjen fingerdubbelfotingar. Inga underarter finns listade i Catalogue of Life.